# Triple Double (Album)
Triple Double ist ein Jazzalbum von Tomas Fujiwara. Die am 31. Januar und 1. Februar 2017 im Firehouse 12 in New Haven (Connecticut) entstandenen Aufnahmen erschienen 2017 als Compact Disc buw. 2018 als limitierte Doppel-LP-Edition auf Firehouse 12 Records.

## Hintergrund
Der Schlagzeuger Tomas Fujiwara hat in den 2010er-Jahren häufig mit der Gitarristin Mary Halvorson, dem Kornettisten Taylor Ho Bynum und dem Bassisten Michael Formanek zusammengearbeitet. Im Jahr zuvor war er in Ho Bynums ausgedehnten Bandprojekt Enter the Plus-Tet, in Formaneks dunklen Big-Band-Experimenten (The Distance) und Halvorsons Interpretationen von John Zorns Klezmer-beeinflussten Kompositionen zu Paimon: Book of Angels Volume 32 mitgewirkt. Im Laufe der Jahre hatten Fujiwara, Halvorson und Formanek zusätzlich zu seinen Veröffentlichungen als Leiter von Tomas Fujiwara & The Hook Up gemeinsam als Trio unter dem Namen Thumbscrew getourt und aufgenommen.
Das Sextett von Tomas Fujiwara könne „auf verschiedene Arten in Scheiben geschnitten und gewürfelt werden“, notierte Dan Bilawsky. Diese Gruppe, die aus mehreren Gründen Triple Double heiße, besteht aus drei Instrumentalpaarungen: den Gitarristen Mary Halvorson und Brandon Seabrook, den Blechbläsern Ralph Alessi (Trompete) und Taylor Ho Bynum (Kornett) sowie dem Schlagzeugduo von Fujiwara und Gerald Cleaver. Hinzu kommt, schrieb Britt Robson, dass das Tomas Fujiwara Trio Seabrook und Alessi umfasst und er so oft mit Halvorson und Bynum zusammen in größeren Ensembles (einschließlich Illegal Crowns und Thirteenth Assembly) und in den Bands des jeweils anderen gespielt hat, dass ihre Trio-Interaktion organisch stattfinde.
Obwohl es im Jazz nicht viele bekannte Alben mit doppelten Trios gebe, zählt Triple Double nicht als Fujiwaras erste Aufnahme in diesem Format, da er bereits 2008 Sideman bei Stephen Haynes & Ho Bynums The Double Trio war.
Der Titel „For Alan“ in der Mitte des Albums, das größtenteils ein Duett zwischen dem Bandleader und dem Schlagzeuger Gerald Cleaver ist, beginnt mit einer Aufnahme des Schlagzeugers Fujiwara, als er mit zehn Jahren aufgenommen wurde. Es enthält einen Ausschnitt aus einer Lektion, die er von Schlagzeuger Alan Dawson erhalten hat, der vor allem für seine Arbeit mit den Saxophonisten Booker Ervin und Sonny Rollins bekannt ist. Fujiwara zögert zunächst zu improvisieren, und obwohl Dawson ihm „vorerst“ einen Pass gibt, besteht er darauf, dass „du das tun musst“ und erklärt, dass „es die Kraft ist, Musik zu spielen … sich im Rahmen des Stücks auszudrücken.“

## Titelliste

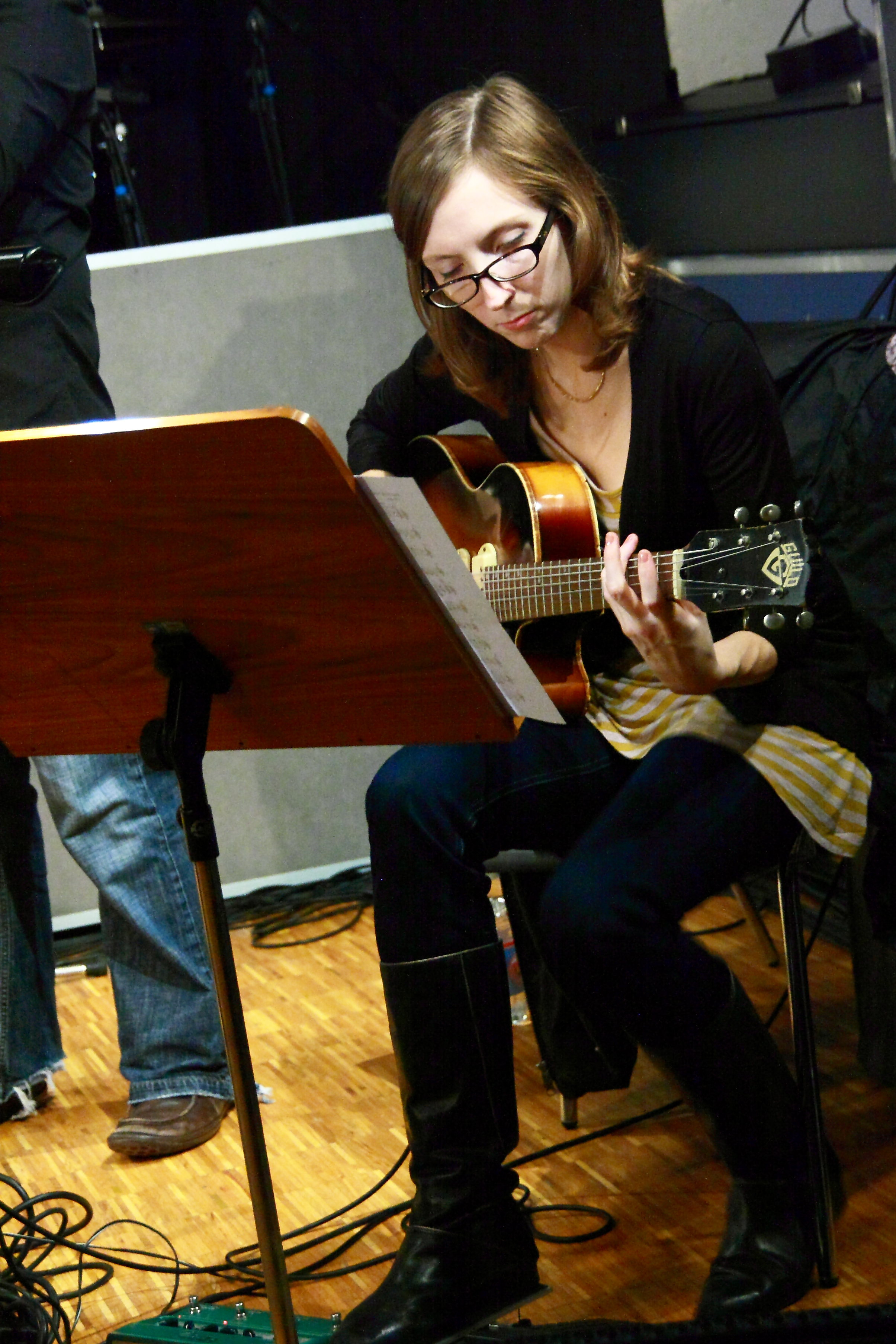
Mary Halvorson mit dem Ingrid Laubrock Octet im Kult, Niederstetten 2011

- Tomas Fujiwara: Triple Double (Firehouse 12 Records FH12-04-01-026(CD),  FH12-04-08-026 (LP)[5])
  1. Diving for Quartes, 10:54
  2. Blueberry Eyes, 6:00
  3. Hurry Home B/G, 3:34
  4. Pocket Pass, 2:47
  5. For Alan, 7:59
  6. Love and Protest, 7:37
  7. Decisive Shadow, 5:48
  8. Hurry Home M/T, 3:23
  9. Toasting the Mart, 4:00
  10. To Hours, 6:2

## Rezeption
Nach Ansicht von Dan Bilawsky, der das Album in All About Jazz rezensierte, sei dies „Musik, die ebenso unvorhersehbar wie unvermeidlich klingt. Das ist nur die Magie von Schlagzeuger Tomas Fujiwaras Arbeit.“ Es sei gewagte Musik, die keinen Zweifel daran lässt, wie wahrhaftig Fujiwaras Platz im Pantheon der linksgerichteten Entdecker ist, die heute die Anklage führen.
Britt Robson schrieb in JazzTimes, obwohl alle sechs Musiker in ähnlichen Kreisen unterwegs seien und stilistisch eher zur Konsonanz als zum Kontrast neigten, „sorgen ihr kollektives Talent und die innovative Führung von Fujiwara für ein Tonikum der Unvorhersehbarkeit.“ Der Track „Diving for Quarters“ hebt die Paare hervor – die Gitarren in den ersten 90 Sekunden für sich, die Hörner in der Mitte, die Trommelschläge am Ende –, während in „Blueberry Eyes“ und „Pocket Pass“ das brutale Flair eines Heavy-Rock-Ensembles mit Outside-Jazz flirte.
Brian Kiwanuka schrieb in Nextbop, wenn der Hörer das Ende des Albums erreicht habe und mit den schärferen und kraftvolleren Elementen von Fujiwaras Stil einverstanden sei, „ist es schwer, dieses Album als etwas anderes als einen Erfolg anzusehen. Obwohl einige Songs hier Anfälle von scheinbar freier Improvisation enthalten, wie der Beginn von ‚To Hours‘ und ‚Diving for Quarters‘ oder die abstrakteren Teile von ‚Toasting the Mart‘, zeigt sich Fujiwaras dunkle und starke kompositorische Stimme immer wieder deutlich.“ Triple Double sei 59 Minuten kraftvolle, originelle und zukunftsorientierte Musik, so das Resümee des Autors, die Jazzfans sehr empfohlen sei, insbesondere solchen, die sich für die moderne Avantgarde interessieren.
Paul Acquaro verlieh dem Album im Free Jazz Blog 4½ Sterne und schrieb: „Ich hatte das Album ein paar Mal angehört, bevor ich eine Pre-Release-Show des Doppel-Trios in der Jazz Gallery in NYC gesehen hatte. Es war die Beobachtung der Gruppe, wie sie auf der Bühne angeordnet waren, in zwei Untereinheiten, bestehend aus Halvorson / Alessi / Fujiwara und Seabrook / Ho Bynum / Cleaver, und wie sie in und zwischen diesen beiden Konfigurationen interagierten und reagierten, und damit das Triple-Double-Konzept zum Leben brachten. Die Symmetrie und die sich entwickelnden Kombinationen geben Fujiwara als Komponisten verschiedene Texturen und Konzepte zum Formen und Erforschen.“ Das Ergebnis sei ein Album, so der Autor, das die Spieler ebenso zeige wie Fujiwaras kompositorische Fähigkeiten, und zusammen bildeten sie eine starke Kombination.

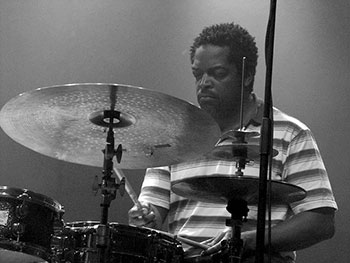
Gerald-Cleaver 2014

Nach Ansicht von Bill Meyer, der das Album in Dusted rezensierte, sei das Duett, das Fujiwara und Cleaver in der Mitte des Albums spielen („For Alan“), niemals überheblich, zeigt aber, wie viel Fujiwara von Alan Dawson über Respekt und Anpassung gelernt haben könnte, während er unweigerlich zur Selbstdarstellung gelange. „So vertraut der Klang von Fujiwaras Spiel mit den meisten Mitgliedern dieses Ensembles nach Jahren des Spielens in einer Vielzahl von Ensembles geworden ist, so klingt diese Platte nicht wirklich nach irgendetwas anderem, auch nicht nach einer der anderen Platten von Fujiwara als Bandleader.“ Das Album sei groß genug, um Bände zwischenmenschlicher Musikgeschichte aufzunehmen, und intim genug, um Platz für zwei Personen zu schaffen, die zu einer Soundeinheit verschmelzen, um die Absicht des Komponisten zu verwirklichen, so der Autor. „Triple Double könnte nur seine Art zu sagen sein, dass er Vielfache enthält.“

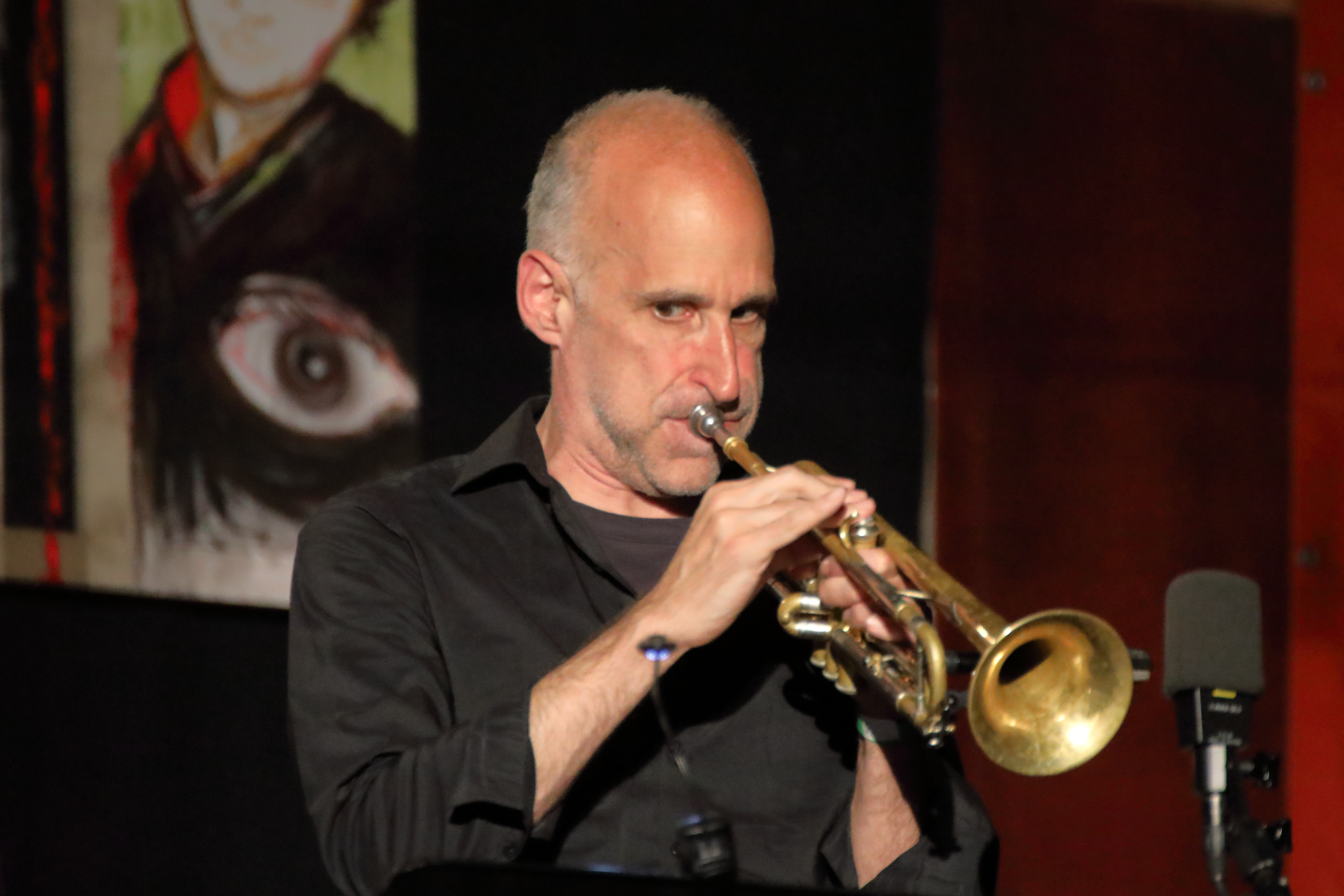
Ralph Alessi mit dem Florian Weber Quartet auf dem INNtöne Festival 2019

Der Kritiker von Avant Music News meinte, Fujiwara und Company gingen über das Klischee „Summe ihrer Teile“ hinaus. Die Gruppe befinde sich frühzeitig im Vollangriffsmodus und lasse nur für Zwischenspiele zum Biegen von Tönen nach. Mit einem starken Schwerpunkt auf Gitarreneffekten und atmosphärischen Spielen sowie geschäftigem Schlagzeug bauten die Musiker eine dichte Spannung auf, die selten aufgelöst werde. Das Ergebnis ist so perkussiv, dass man nach dem Ende des Albums immer noch den Nachhall spüren könne.
Nach Ansicht von Peter Margasak, der im Chicago Reader besprech, sei ein Teil von Fujiwaras Genie die Auswahl von Spielern mit so unterschiedlichen Ansätzen. Halvorsons Slalom-Sound verwendet ein Line-6-Pedal, um Tonhöhen wahnsinnig zu biegen, aber ansonsten sei ihr Spiel sauber und rein; Seabrook hingegen verrate „mit seinem verzerrten Ton und seinen spastischen Wirbelstürmen seine Liebe zu Heavy Metal und Prog Rock.“ Alessi hingegen sei ein Improvisator mit einem warmen, lyrischen Ton und präziser Intonation, während Bynum abstrakte Formen und grobe Abstriche bevorzuge. Auch die beiden Schlagzeuger hätten auch unterschiedliche Stile, so der Autor, aber auf dieser Aufnahme verschmelzen sie geschickt zu einem fließenden Rhythmusstrom.